# Régis Bonnissent
Régis Bonnissent, né le 2 mai 1948, est un escrimeur français.

## Carrière
Il est sacré champion de France au sabre en 1971 et en 1973.
Il participe aux Jeux olympiques d'été de 1972 à Munich(5ème) et aux Jeux olympiques d'été de 1976 à Montréal, sans obtenir de podium
Championnat du monde 1971(6ème)